# Adeva
Adeva (Paterson, New Jersey, 1960) is de artiestennaam van Patricia Daniels, een Afro-Amerikaanse house- en r&b-artieste.
Vanwege haar krachtige stem bracht ze in 1989 een cover uit van Aretha Franklins hit Respect. In datzelfde jaar kwam haar debuutalbum Adeva! uit.
In 1995 werkte ze samen met Frankie Knuckles.

## Discografie

### Albums
| Album met eventuele hitnotering(en) in de Nederlandse Album Top 100 | Datum van verschijnen | Datum van binnenkomst | Hoogste positie | Aantal weken | Opmerkingen |
| ------------------------------------------------------------------- | --------------------- | --------------------- | --------------- | ------------ | ----------- |
| Adeva                                                               | 1989                  | -                     |                 |              |             |

### Singles
| Single met eventuele hitnotering(en) in de Nederlandse Top 40 | Datum van verschijnen | Datum van binnenkomst | Hoogste positie | Aantal weken | Opmerkingen      |
| ------------------------------------------------------------- | --------------------- | --------------------- | --------------- | ------------ | ---------------- |
| Respect                                                       |                       | 25-2-1989             | 22              | 5            |                  |
| Musical freedom (Moving on up)                                |                       | 22-4-1989             | tip             |              | met Paul Simpson |
| Warning!                                                      |                       | 9-9-1989              | tip             |              |                  |
| I thank you                                                   |                       | 4-11-1989             | tip             |              |                  |
| Ring my bell                                                  |                       | 4-5-1991              | 13              | 6            | met Monie Love   |

| Single met hitnotering(en) in de Vlaamse Ultratop 50 | Datum van verschijnen | Datum van binnenkomst | Hoogste positie | Aantal weken | Opmerkingen    |
| ---------------------------------------------------- | --------------------- | --------------------- | --------------- | ------------ | -------------- |
| Respect                                              | 09-12-1988            | 11-03-1989            | 34              | 1            |                |
| Ring my bell                                         | 06-11-1990            | 25-05-1991            | 44              | 2            | met Monie Love |

- Bibliothèque nationale de France: cb13933766b (data)
- Gemeinsame Normdatei: 134639316
- International Standard Name Identifier: 0000 0000 5514 7983
- Library of Congress Control Number: n91071507
- MusicBrainz: 5fd73629-465b-44ac-9061-765babd7b5c2
- Virtual International Authority File: 61734904
- WorldCat: E39PBJyMgJYMRhDbKttMYjqRKd